# Reinier van Lanschot
Reinier Joost Alexander (Reinier) van Lanschot (Saint-Germain-en-Laye, 7 september 1989) is een Nederlands politicus voor Volt Europa. Sinds 16 juli 2024 is hij lid van het Europees Parlement. Van 2019 tot 2023 was hij co-voorzitter van Volt. Bij de Europese verkiezingen van 2019 en van 2024 was hij de lijsttrekker van Volt Nederland.

## Biografie
Van Lanschot is een van de oprichters van de Nederlandse afdeling van Volt Europa. Hij studeerde Rechten in Utrecht. Toen hij in februari 2018 de oprichting van Volt Nederland voorbereidde, was Van Lanschot werkzaam als manager ontbijtgranen voor supermarktketen Ahold Delhaize, maar deze baan heeft hij opgezegd om zich volledig op de partij te focussen. In de prille fase waren bijna alle initiatiefnemers jongeren tussen de 25 en 35 jaar, zowel Nederlanders als buitenlanders, maar Van Lanschot wilde ook ouderen aantrekken om 'een partij voor iedereen' te worden.
Volt Nederland is formeel opgericht op 23 juni 2018. Bij deze gelegenheid hield Van Lanschot een speech waarbij hij onder meer benadrukte dat de Europese integratie ertoe heeft geleid dat landen die zich aansloten bij de Europese Gemeenschap en later de Europese Unie al sinds de Tweede Wereldoorlog onderling vrede en veiligheid hebben gekend en dat het hoog tijd is om de klimaat- en migratieproblemen Europees aan te pakken. Van Lanschot was de eerste voorzitter van de vereniging Volt Nederland. Na op 15 december 2018 verkozen te zijn als Nederlands lijsttrekker voor de Europese verkiezingen van 2019, nam Laurens Dassen de rol van voorzitter over. Hij werd bij deze verkiezingen niet verkozen, Volt bleef met 106.004 stemmen onder de kiesdrempel. Eind 2019 werd hij bij de ledenvergadering in Bulgarije verkozen tot co-voorzitter van Volt Europa. In 2021 werd hij in Lissabon herkozen als co-voorzitter.
Eind 2023 werd Van Lanschot wederom verkozen tot de Nederlandse co-lijsttrekker bij de Europese verkiezingen, nu samen met Anna Strolenberg. Op 29 april 2024, zo'n vijf weken voor de verkiezingen, verscheen zijn boek 'Wij zijn Europa'. Dit keer behaalde Volt twee Nederlandse zetels, waardoor Van Lanschot en Strolenberg op 16 juli 2024 lid werden van het Europees Parlement.

## Waardering
Op 19 december 2018 werden Van Lanschot en Dassen verkozen tot 'Euronederlander van het jaar' door de Europese Beweging Nederland. Op 23 januari 2019 werd Van Lanschot een van de "30 onder de 30" talenten van Elsevier Weekblad.

## Familie
Van Lanschot is een telg uit het bankiersgeslacht Van Lanschot en een zoon van advocaat, latere directeur van het VSBfonds en kamerheer mr. Joseph Jacob Jaspar (Joost) van Lanschot LL.M. (1955) en de arts Machteld Renée van Vloten, telg uit het geslacht Van Vloten. Zijn grootvader mr. Frans Joseph Johan Lodewijk van Lanschot (1909-1999) en overgrootvader mr. Frans Johan van Lanschot (1875-1949) waren ook politici. Zijn grootvader van moederszijde, mr. Gerard van Vloten (1924-2011), was ambassadeur; een andere overgrootvader van vaderszijde, mr. Eduard Hendrik Joan baron van Voorst tot Voorst (1892-1972) was ook politicus, van de RKSP (later KVP), net als zijn oudoom, mr. Berend-Jan van Voorst tot Voorst (1944-2023) van het CDA. In een interview in 2019 liet Reinier van Lanschot weten dat hij ‘niet eens een symbolisch aandeel heeft’ in het vermogen van zijn voorouders en dat zijn vrijwilligerswerk voornamelijk gefinancierd is door wat hij heeft gespaard bij zijn eerdere baan bij Ahold.